# 7. Arany Málna-gála
A 7. Arany Málna-gálán (Razzies) – az Oscar-díj-átadó paródiájaként – az amerikai filmipar 1986. évi legrosszabb alkotásait, alkotóit díjazták tíz kategóriában. A kategóriákon belül kisebb változtatás történt: a legrosszabb filmzenék helyett a legrosszabb vizuális effektusok részesültek megszégyenítésben. A díjazottak megnevezésére 1987. március 29-én, az 59. Oscar-gála előtti napon került sor a Hollywood Roosevelt Hotel „Virágzás” báltermében.
Első alkalommal ítélt oda a Razzie megosztott díjat a legrosszabb film kategóriában; azt Prince zenés drámája, A telihold alatt kapta, valamint Willard Huyck Howard, a kacsa című romantikus vígjátéka. Ez a két alkotás uralta a mezőnyt; az előbbi 8 jelölésből 5 díjat „nyert el”, közöttük Prince a legrosszabb férfi főszereplő és a legrosszabb rendező díját, az utóbbi 7 jelölésből 4 alkalommal végzett első helyen.

## Díjazottak és jelöltek
| „Győztes” |

| Kategória                        | „Győztesek” és jelöltek |
| -------------------------------- | --- |
| Legrosszabb film                 | Howard, a kacsa, producer: Gloria Katz (Universal Studios) (megosztva) A telihold alatt, producer: Bob Cavallo, Joe Ruffalo és Steven Fargnoli (Warner Bros.) (megosztva) |
| Legrosszabb film                 | Blue City, producer: William Hayward és Walter Hill (Paramount Pictures)                                                                                                  |
| Legrosszabb film                 | Kobra, producer: Menahem Golan és Yoram Globus (Warner Bros./Cannon Films)                                                                                                |
| Legrosszabb film                 | Sanghaji meglepetés, producer: John Kohn (Metro-Goldwyn-Mayer) |
| Legrosszabb férfi főszereplő     | Prince – A telihold alatt |
| Legrosszabb férfi főszereplő     | Emilio Estevez – Maximális túlhajtás |
| Legrosszabb férfi főszereplő     | Judd Nelson – Blue City |
| Legrosszabb férfi főszereplő     | Sean Penn – Sanghaji meglepetés |
| Legrosszabb férfi főszereplő     | Sylvester Stallone – Kobra |
| Legrosszabb női főszereplő       | Madonna – Sanghaji meglepetés |
| Legrosszabb női főszereplő       | Kim Basinger – 9 és 1/2 hét |
| Legrosszabb női főszereplő       | Joan Chen – Tai Pan |
| Legrosszabb női főszereplő       | Brigitte Nielsen – Kobra |
| Legrosszabb női főszereplő       | Ally Sheedy – Blue City |
| Legrosszabb férfi mellékszereplő | Jerome Benton – A telihold alatt |
| Legrosszabb férfi mellékszereplő | Peter O’Toole – Nicsak, ki nyaral! (Éden klub) |
| Legrosszabb férfi mellékszereplő | Tim Robbins – Howard, a kacsa |
| Legrosszabb férfi mellékszereplő | Brian Thompson – Kobra |
| Legrosszabb férfi mellékszereplő | Scott Wilson – Blue City |
| Legrosszabb női mellékszereplő   | Dom DeLuise (mint Kate nagynéni) – Nászéjszaka kísértetekkel |
| Legrosszabb női mellékszereplő   | Louise Fletcher – Támadók a Marsról |
| Legrosszabb női mellékszereplő   | Zelda Rubinstein – Kopogó szellem 2. – A túlsó oldal |
| Legrosszabb női mellékszereplő   | Beatrice Straight – Hatalom |
| Legrosszabb női mellékszereplő   | Kristin Scott Thomas – A telihold alatt |
| Legrosszabb rendező              | Prince – A telihold alatt |
| Legrosszabb rendező              | Jim Goddard – Sanghaji meglepetés |
| Legrosszabb rendező              | Willard Huyck – Howard, a kacsa |
| Legrosszabb rendező              | Stephen King – Maximális túlhajtás |
| Legrosszabb rendező              | Michelle Manning – Blue City |
| Legrosszabb forgatókönyv         | Howard, a kacsa, írta: Willard Huyck és Gloria Katz, Steve Gerber Marvel Comics-karaktere alapján                                                                         |
| Legrosszabb forgatókönyv         | 9 és 1/2 hét, forgatókönyv: Patricia Knop & Zalman King, valamint Sarah Kernochan, Elizabeth McNeill regénye alapján                                                      |
| Legrosszabb forgatókönyv         | A telihold alatt, forgatókönyv: Becky Johnston |
| Legrosszabb forgatókönyv         | Kobra, forgatókönyv: Sylvester Stallone, Paula Gosling Fair Game című regénye alapján                                                                                     |
| Legrosszabb forgatókönyv         | Sanghaji meglepetés, forgatókönyv: John Kohn és Robert Bentley, Tony Kenrick Farraday's Flowers című regénye alapján                                                      |
| Legrosszabb új sztár             | A hat srác és csaj kacsajelmezben – Howard, a kacsa |
| Legrosszabb új sztár             | Joan Chen – Tai Pan |
| Legrosszabb új sztár             | Mitch Gaylord – Amerikai himnusz |
| Legrosszabb új sztár             | Kristin Scott Thomas – A telihold alatt |
| Legrosszabb új sztár             | Brian Thompson – Kobra |
| Legrosszabb „eredeti” dal        | A telihold alatt „Love or Money” című dala, írta: Prince és The Revolution                                                                                                |
| Legrosszabb „eredeti” dal        | 9 és 1/2 hét „I Do What I Do” című dala, írta: Jonathan Elias, John Taylor és Michael Des Barres                                                                          |
| Legrosszabb „eredeti” dal        | Howard, a kacsa „Howard the Duck” című dala, írta: Thomas Dolby, Allee Willis és George S. Clinton                                                                        |
| Legrosszabb „eredeti” dal        | Ilyen az élet „Life in a Looking Glass” című dala, zene: Henry Mancini, szöveg: Leslie Bricusse (Oscar-díjra is jelölve)                                                  |
| Legrosszabb „eredeti” dal        | Sanghaji meglepetés „Shanghai Surprise” című dala, írta: George Harrison                                                                                                  |
| legrosszabb vizuális effektusok  | Howard, a kacsa, vizuális effektusok: Industrial Light & Magic |
| legrosszabb vizuális effektusok  | King Kong visszatér, a kreatúra megalkotója: Carlo Rambaldi |
| legrosszabb vizuális effektusok  | Támadók a Marsról, különleges vizuális effektusok: John Dykstra, a bábok tervezője: Stan Winston                                                                          |
| Legrosszabb életmű díja          | Bruce, a gyilkos cápa – Cápa (1975), Cápa 2. (1978) és Cápa 3. (1983) |

## A kategóriákban előforduló filmek
| Jelölés | Díj | Magyar cím                        | Eredeti cím            |
| ------- | --- | --------------------------------- | ---------------------- |
| 8       | 5   | A telihold alatt                  | Under the Cherry Moon  |
| 7       | 4   | Howard, a kacsa                   | Howard the Duck        |
| 6       | 1   | Sanghaji meglepetés               | Shanghai Surprise      |
| 6       | 0   | Kobra                             | Cobra                  |
| 5       | 0   | Blue City                         | Blue City              |
| 3       | 0   | 9 és 1/2 hét                      | 9½ Weeks               |
| 2       | 0   | Maximális túlhajtás               | Maximum Overdrive      |
| 2       | 0   | Tai Pan                           | Tai-Pan                |
| 2       | 0   | Támadók a Marsról                 | Invaders from Mars     |
| 1       | 1   | Cápa (és folytatásai)             | Jaws, Jaws 2, Jaws 3-D |
| 1       | 1   | Nászéjszaka kísértetekkel         | Haunted Honeymoon      |
| 1       | 0   | Amerikai himnusz                  | American Anthem        |
| 1       | 0   | Hatalom                           | Power                  |
| 1       | 0   | Ilyen az élet                     | That's Life!           |
| 1       | 0   | King Kong visszatér               | King Kong Lives        |
| 1       | 0   | Kopogó szellem 2. – A túlsó oldal | Poltergeist II         |
| 1       | 0   | Nicsak, ki nyaral! (Éden klub)    | Club Paradise          |